# Миндар
Миндар — спартанский военачальник, командовал флотом во время Пелопоннесской войны в 411—410 гг. до н. э.
Получил командование пелопоннесским флотом в Милете в 411 г. до н. э., сменив на этой должности Астиоха. Летом того же года Миндар перевёл свой флот из 73 кораблей из Милета на Геллеспонт, где начал боевые действия против афинян. Одной из причин этого решения было то, что персидский сатрап Тиссаферн задерживал выплаты жалованья, а другой сатрап — Фарнабаз — обещал Миндару более действенную помощь.
При Киноссеме и Абидосе в сражениях с афинянами Миндар потерпел поражение. В течение нескольких следующих месяцев с помощью Фарнабаза Миндар восстанавливал свой флот и к весне 410 г. до н. э. довёл его до 80 триер. Опираясь на помощь персов, он взял штурмом Кизик.
Алкивиад, принявший командование афинским флотом, насчитывавшим 86 триер, атаковал флот Миндара в гавани Кизика с моря, а также высадил десант. Миндар, сражаясь с воинами Алкивиада, пал в битве, его войско и флот были наголову разбиты. Афиняне захватили письмо от уцелевших спартанцев на родину:
Корыта погибли. Миндар преставился. Экипаж голодает. Как быть, не знаем
Имя Миндара (в форме др.-греч. Ζμινδάρου) приводится в эллинистической надписи из гимнасия Приены (I. Priene 316), в которой какой-то мальчик выписал несколько имён известных спартанцев.